# Regina José Galindo

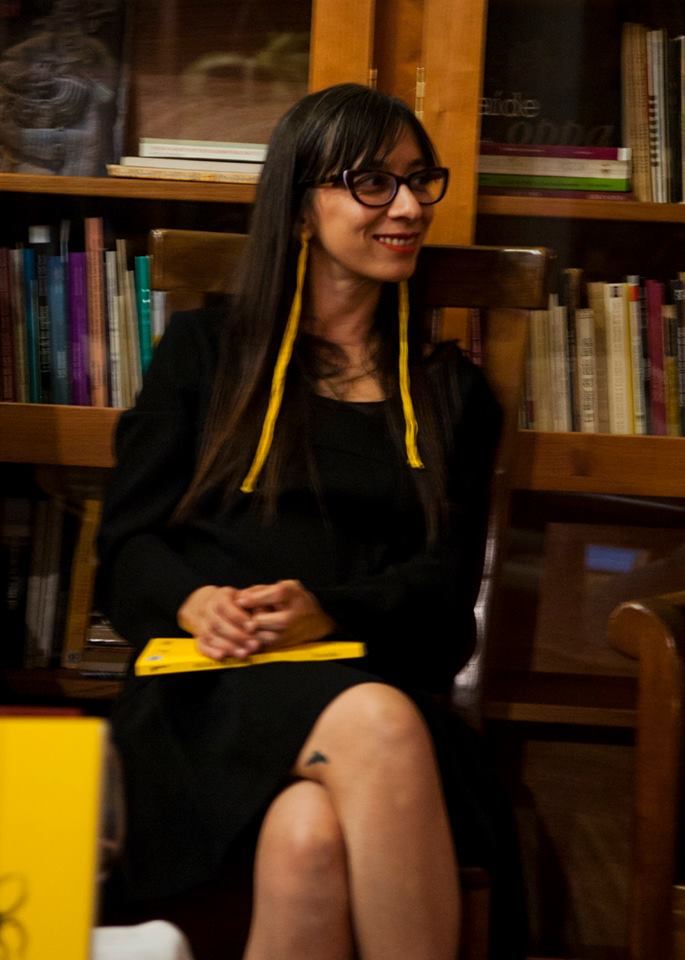
Regina José Galindo

Regina José Galindo (* 1974 in Guatemala-Stadt) ist eine guatemaltekische Aktions-, Installations- und Body-Art-Künstlerin.

## Aktionen
Mit zwei Performances in Guatemala (1999) wurde sie international bekannt. ¿Quién Puede Borrar las Huellas? (Übersetzt: Wer kann die Spuren löschen?), entstand im Jahr 2000. Galindo lief barfuß vom Kongress der Republik Guatemala zum National-Palast und tauchte ihre nackten Füße wiederholt in ein weißes Becken voll mit menschlichem Blut, um gegen die Präsidentschaftskandidatur des ehemaligen Diktators von Guatemala José Efraín Ríos Montt zu protestieren.
Mit ihrer Aktion Perra (2005) – das spanische Wort perra bedeutet „Miststück“ – protestiert sie gegen Gewalt gegen Frauen.
Häufig arbeitet sie mit anderen Künstlern zusammen, z. B. mit ihrem Landsmann Aníbal López. 2001 und 2011 nahm sie an der Biennale von Venedig teil.

## Auszeichnungen
2005 erhielt Galindo den Goldenen Löwen im Rahmen der Biennale di Venezia, in der Kategorie „Künstler unter 30“, für ihr Video Himenoplastia. Trotzdem stieß dieses Werk während der ersten Vorstellung in Guatemala (2004) auf Feindseligkeit. Die umstrittene Arbeit dokumentiert die chirurgische Rekonstruktion des Hymens der Künstlerin.
1998 wurde sie mit dem Premio Unico de Poesía in Guatemala for Personal e intransmisible (Scripta Coloquia, 2000) der Myrna Mack Stiftung ausgezeichnet.

## Ausstellungen
- 2016: Mechanismen der Gewalt, Frankfurter Kunstverein
- 2017: documenta 14, Athen, Kassel
- 2011: Biennale di Venezia, Venedig
- 2001: Biennale di Venezia, Venedig